# 1547 a tudományban
Az 1547. év a tudományban és a technikában.

## Halálozások
- január 16. – Johann Schöner (Johannes Schöner) humanista, német matematikus, térképész, kozmográfus, asztrológus (* 1477)
- december 2. – Hernán Cortés spanyol konkvisztádor, nevéhez fűződik az Azték Birodalom  meghódítása. Cortés a gyarmatosítók azon generációjához tartozott, amely véghezvitte Amerika spanyol gyarmatosításának első szakaszát (* 1485)